# Ландрехт (Штајнбург)
Ландрехт (њем. Landrecht) општина је у њемачкој савезној држави Шлезвиг-Холштајн. Једно је од 112 општинских средишта округа Штајнбург. Према процјени из 2010. у општини је живјело 141 становника. Посједује регионалну шифру (AGS) 1061062.

## Географски и демографски подаци
Ландрехт се налази у савезној држави Шлезвиг-Холштајн у округу Штајнбург. Општина се налази на надморској висини од 1 метара. Површина општине износи 4,1 km². У самом мјесту је, према процјени из 2010. године, живјело 141 становника. Просјечна густина становништва износи 34 становника/km².

## Међународна сарадња
| Мјесто | Држава | Врста сарадње | Од    |
| ------ | ------ | ------------- | ----- |
|        | Пољска | контакт       | 1991. |
| Извор  |        |               |       |